# 5720 Halweaver
5720 Halweaver eller 1984 FN är en asteroid i huvudbältet som upptäcktes den 29 mars 1984 av det amerikanska astronom paret Eugene M. och Carolyn S. Shoemaker vid Palomar-observatoriet. Den är uppkallad efter den amerikanske astronomen Hal A. Weaver.
Asteroiden har en diameter på ungefär 4 kilometer.